# Granzay-Gript
 Granzay-Gript  es una población y comuna francesa, en la región de Poitou-Charentes, departamento de Deux-Sèvres, en el distrito de Niort y cantón de Beauvoir-sur-Niort.

## Demografía
| 429 | 445 | 430 | 644 | 825 | 806 |
| Para los censos de 1962 a 1999 la población legal corresponde a la población sin duplicidades (Fuente: INSEE [Consultar]) |     |     |     |     |     |